# Bielorrússia nos Jogos Olímpicos da Juventude
A Bielorrússia entrou nos Jogos Olímpicos da Juventude na sua edição inaugural (Verão de 2010). O país também participou na primeira edição de Inverno (2012).

## Quadro de Medalhas

### Medalhas por Jogos de Verão
| Jogos          | Ouro | Prata | Bronze | Total |
| Singapura 2010 | 0    | 4     | 1      | 5     |
| Total          | 0    | 4     | 1      | 5     |

### Medalhas por Jogos de Inverno
| Jogos          | Ouro | Prata | Bronze | Total |
| Innsbruck 2012 | 0    | 1     | 0      | 1     |
| Total          | 0    | 1     | 0      | 1     |

### Medalhas por Esportes
| Esporte   | Ouro | Prata | Bronze | Total |
| Atletismo | 0    | 1     | 0      | 1     |
| Total     | 0    | 1     | 0      | 1     |

### Medalhistas
| Edição                             | Medalha | Nome                  | Esporte                 | Evento                        |
| ---------------------------------- | ------- | --------------------- | ----------------------- | ----------------------------- |
| Verão de 2010 (4 Pratas, 1 Bronze) | Prata   | Alena Navahrodskaya   | Atletismo               | Arremesso de martelo feminino |
| Verão de 2010 (4 Pratas, 1 Bronze) | Prata   | Arina Charopa         | Ginástica rítmica       | Individual geral              |
| Verão de 2010 (4 Pratas, 1 Bronze) | Prata   | Sviatlana Makshtarova | Ginástica de trampolim  | Feminino                      |
| Verão de 2010 (4 Pratas, 1 Bronze) | Prata   | Illia Charheika       | Tiro                    | Carabina de ar 10 m masculino |
| Verão de 2010 (4 Pratas, 1 Bronze) | Bronze  | Vita Valnova          | Judo                    | Até 44 kg feminino            |
| Inverno de 2012 (1 Prata)          | Prata   | Roman Dubovik         | Patinação de velocidade | 500 m masculino               |